# Reptiliomorpha
De Reptiliomorpha zijn een groep Tetrapoda. Ze vormen de aftakking naar de Amniota (reptielen en zoogdieren) en omvatten cladistisch gezien ook de Amniota. Ze worden daarom ook wel als de Panamniota aangeduid. De Reptiliomorpha zijn de zustergroep van de Batrachomorpha, de tak die naar de moderne Lissamphibia loopt. Vroege reptiliomorfen hadden een amfibische levenswijze, met larven die in het water leefden, en werden daarom traditioneel  tot Amphibia gerekend. De Reptiliomorpha ontstonden in het Carboon en amfibisch levende leden kwamen nog voor in het Vroeg-Trias.
De Reptiliomorpha kenmerken zich door verschillende reptielachtige eigenschappen. Verschillende soorten waren zeer aangepast voor het leven op het land. Overigens waren naast de reptiliomorfen ook verschillende Batrachomorpha goed aangepast aan het leven op het land. Voorbeelden zijn Cacops (een gepantserde 'amfibie' van veertig centimeter uit het Vroeg-Perm van Texas), Platyhystrix (een meter lang dier met rugzeil uit het Vroeg-Perm van Texas) en Peltobatrachus (een gepantserd dier van zeventig centimeter lang uit het Laat-Perm van Tanzania).

## Naamgeving
In 1934 benoemde Gunnar Säve-Söderbergh een onderklasse Reptiliomorpha. Later kregen ze vaak de rang van superorde.
In 2004 definieerde Michel Laurin een klade Reptiliomorpha als de groep bestaande uit Homo sapiens en alle soorten nauwer verwant aan Homo dan aan Ascaphus truei. Laurin merkte op dat het begrip tot 2004 weinig populair was; hij kon maar vijftig vermeldingen vinden in de hele literatuur. Dat zou daarna drastisch veranderen: Reptiliomorpha zou de gangbare term worden. Dat kwam doordat het alternatief Anthracosauria een parafyletisch begrip was: die groep omvatte alleen vroege leden maar niet de reptielen zelf. Dat werd in toenemende mate als onwenselijk gezien omdat het uitsluiten van deelgroepen willekeurig was.
In 2020 dreigde Laurin zelf daar toch weer verandering in aan te brengen: hij registreerde het begrip Pan-Amniota, verzonnen door Timothy Rowe in 2004, in Regnum, het officiële register van de PhyloCode. Volgens deze code, de fylogenetische aanvulling op de ICZN, hebben stamkladen van kroongroepen, die volgens de regels van die code op Pan~ beginnen, voorrang op andere namen ook al zijn die eerder benoemd. De Pan-Amniota werden gedefinieerd als Homo sapiens en alle taxa nauwer verwant aan Homo dan aan Pipa pipa, Caecilia tentaculata of Siren lacertina.

## Beschrijving
De eerste Reptiliomorpha moeten een beperkte omvang hebben gehad. Latere soorten werden vaak zeer groot. Patagotitan werd onder de landdieren vermoedelijk een veertig meter lang. Zeedieren werden nog zwaarder. De huidige blauwe vinvis kan 130 ton wegen.
Het is onduidelijk wat de synapomorfieën, gedeelde nieuwe eigenschappen, van de Reptiliomorpha zijn omdat hun precieze afkomst onzeker is. Voor het geval dat de Temnopsondyli batrachomorfen zijn en veel andere groepen daarom op de lijn naar de reptielen liggen, gaf Michael Benton in 2000 een korte opsomming van nieuwe reptiliomorfe kenmerken. De voorste snuitbotten, de praemaxillae, zijn smal. In het verhemelte lopen de ploegschaarbeenderen naar voren taps toe. De formule van de teenkootjes is 2-3-4-5-4/5 (dus de eerste teen heeft twee kootjes en de vijfde vier of vijf).
Vroege Reptiliomorpha tonen vaak nog basale kenmerken zoals los verbonden schedelbeenderen bedekt met een ornamentering van richels, een otische inkeping met spiraculum, een wervelkolom met grote intercentra en een veelheid aan enkelbeentjes.
Ze toonden ook afgeleide kenmerken. Hun schedels waren vrij smal en hoog met de ogen zijwaarts gericht in plaats van breed en afgeplat met omhoog gerichte oogkassen. De romp werd smaller en soms namen de intercentra in lengte af. De ledematen werden robuuster. Vermoedelijk ontwikkelde zich een hoornhuid die minder water verloor, zodat een minder watergebonden levenswijze mogelijk was. Sommige soorten kregen ook hoornschubben of zelfs beenschubben.
De belangrijkste ontwikkeling was uiteindelijk het ei met een amnion en een schaal dat op het land gelegd kon worden zonder snel uit te drogen. Dat maakte het mogelijk de binnenlanden te koloniseren. De Amniota zouden veel niches gaan bezetten met bijzondere specialisaties in het skelet. Sommige zouden hun poten verliezen, anderen deze in vinnen of vleugels veranderen. Bepaalde groepen liepen op hun achterpoten. Aantallen vingers en tenen konden sterk worden gereduceerd. Sommige taxa werden warmbloedig en om zich te isoleren ontwikkelden ze soms haren of veren.

## Evolutie

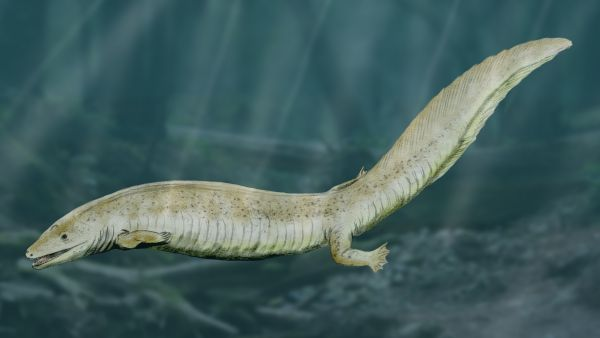
Eogyrinus

De eerste Reptiliomorpha werden traditioneel ook wel als Anthracosauria aangeduid. Zulke soorten leefden van het Vroeg-Carboon tot het Vroeg-Trias. Ze waren piscivoor en hoofdzakelijk aquatisch. Sommige Anthracosauria waren deels landbewonend, zoals de 100–230 centimeter lange Proterogyrinus. Dit dier had krachtige kaken met scherpe tanden en voedde zich waarschijnlijk met grote vissen en andere tetrapoden. Het was een goede zwemmer, die zich echter door de sterke poten ook op het land relatief makkelijk voortbewoog. Fossielen van Proterogyrinus zijn gevonden in West Virginia en Schotland en zijn 325-320 miljoen jaar oud.
Tot de aquatische, wat op een krokodil lijkende, 'anthracosauriërs' behoren de 4,6 meter lange Eogyrinus uit Europa en Archeria uit het Vroeg-Perm van de Verenigde Staten.
In de Reptiliomorpha ontwikkelden zich in het Laat-Mississippien de eerste Amniota. Aanvankelijk bleven de Amniota in de schaduw van hun basale verwanten staan, maar vanaf het Vroeg-Perm werden de Amniota de dominante groep op het land.
Andere Reptiliomorpha bleven aanvankelijk bestaan en leefden in het Vroeg-Perm samen met hun amniote verwanten op het land. In deze periode kwamen de Diadectomorpha en de Seymouriamorpha tot bloei. De naamgever van de Diadectomorpha is Diadectes uit het Vroeg-Perm van de Verenigde Staten en Duitsland. Dit dier was drie meter lang en een van de eerste landherbivoren. De eerste Seymouriamorpha waren carnivoren en zeer goed aangepast aan het leven op het land. Tot deze groep behoorde ook naamgever Seymouria uit het Vroeg-Perm (282-260 miljoen jaar geleden) van de Verenigde Staten en Duitsland. Het was een zestig tot negentig centimeter lang dier dat zich voedde met insecten en kleinere 'amfibieën' en reptielen. Seymouria had veel reptielachtige kenmerken zoals lange, gespierde poten, een droge huid, de mogelijkheid om vocht vast te houden en overtollig zout via klieren in de snuit uit te scheiden en een reptielachtige structuur van de heup- en schoudergordel. Deze aanpassingen stelden Seymouria in staat langere tijd op het land te leven. De schedel leek in zijn platte vorm op vroegere vormen. Hij was ook een 'amfibie' in de zin dat uit zijn eieren zwemmende larven kwamen.
De grote uitstervingsgolf aan het begin van het Midden-Perm betekende het einde van de landbewonende basale Reptiliomorpha. Aquatische vormen bleven bestaan, zoals de piscivore Kotlassiidae uit het Laat-Perm die tot de Seymouriamorpha behoren, en de Chroniosuchida. De Chroniosuchida zijn de enige basale Reptiliomorpha die de Perm-Trias-massa-extinctie overleefden, hoewel ze kort daarna alsnog uitstierven.
De Amniota echter werden zeer succesvol. Alle grote landdieren zijn sindsdien Reptiliomorpha. Verschillende lijnen keerden terug naar de zee en brachten de grootste mariene gewervelden voort die ooit bestaan hebben. Drie groepen reptiliomorfen, de pterosauriërs, vogels en vleermuizen, kozen het luchtruim. Ook de eerste hoogtechnologische soort, de mens, is een reptiliomorf.

## Fylogenie
Volgens Säve-Söderbergh hadden de tetrapoden zich tweemaal uit pootloze vissen ontwikkeld met een lijn die naar de salamanders liep en een andere lijn, de Eutetrapoda richting de kikkers en Amniota. De Batrachomorpha waren dan de kikkers. De term Reptiliomorpha duidde de amnioten inclusief reptielen aan.
Latere onderzoekers verwierpen een dubbele oorsprong van de moderne amfibieën. Het begrip Batrachomorpha bleef in gebruik om de lijn naar deze Lissamphibia aan te duiden. In de late twintigste eeuw werd hun precieze oorsprong zeer omstreden. Vroegere analyses leken te suggereren dat De Lissamphibia nauw verwant waren aan de Temnospondyli. Sommige nieuwe analyses hadden achter als uitkomst dat ze uit de Lepospondyli voortkwamen. Zo niet dan behoren de lepospondylen tot de reptiliomorfen en geldt hetzelfde voor de Seymouriamorpha, Gephyrostegus en de Embolomeri . Zijn de Lepospondyli echter batrachomorfen dan zouden vermoedelijk de Seymouriamorpha, Gephyrostegus en Embolomeri basale tetrapoden zijn. De Reptiliomorpha zijn dan tot weinig meer beperkt dan de Diadectomorpha en de Amniota.